# Osmar Lautenschleiger
Osmar Lautenschleiger (12/04/1925 — 28/10/2007) foi um político brasileiro.
Foi eleito, em 3 de outubro de 1962, deputado estadual, pelo MTR, para a 41ª Legislatura da Assembleia Legislativa do Rio Grande do Sul, de 1963 a 1967. Foi cassado em 1966, durante o Regime Militar.